# Manglaya Sadak
Manglaya Sadak é uma vila no distrito de Indore, no estado indiano de Madhya Pradesh.

## Demografia
Segundo o censo de 2001, Manglaya Sadak tinha uma população de 5951 habitantes. Os indivíduos do sexo masculino constituem 54% da população e os do sexo feminino 46%. Manglaya Sadak tem uma taxa de literacia de 61%, superior à média nacional de 59.5%: a literacia no sexo masculino é de 71% e no sexo feminino é de 50%. Em Manglaya Sadak, 15% da população está abaixo dos 6 anos de idade.